# Patagiaster nuttingi
Patagiaster nuttingi är en sjöstjärneart som beskrevs av Fisher 1906. Patagiaster nuttingi ingår i släktet Patagiaster och familjen kamsjöstjärnor. Inga underarter finns listade i Catalogue of Life.